# Енрике Мореплавателя
Вижте пояснителната страница за други личности с името Енрике.
Енрике Мореплавателя е португалски принц и родоначалник на епохата на Великите географски открития.

## Произход
Той е трети син на крал Жуау I и Филипа Ланкастър. Почти през целия си живот покровителства и финансира изследването на Африка. Изобретява първото съоръжение за спускане на шхуна на вода от дока за строителството ѝ. Приема се и че създава Академия за мореплаватели на брега на Атлантическия океан, близо до най-западния нос на Европа (макар и това да се оспорва от някои съвременни изследователи). Експедициите, организирани от Енрике, стават основата за разцвета на Португалската империя през 16 век, а с колонизирането на Мадейра се поставя началото на европейската колониална експанзия.

## Дейност
През 1414 г. Енрике убеждава баща си Жуау I да организира военна кампания срещу Сеута. Градът е завладян през август 1415 г., а малко по-късно Енрике получава рицарско звание и титлата „дук на Визеу“. На 25 май 1420 г. Енрике оглавява португалския Орден на Христос, наследил ордена на тамплиерите.
През този период Лагос в Алгарве, благодарение и на удобното си пристанище бързо се превръща в център на корабостроенето. От там започват да потеглят и експедициите организирани от Енрике. През 1425 година Жоау Гонсалвес Зарко (João Gonçalves Zarco) и Триштао Вас Тейшейра (Tristão Vaz Teixeira) колонизират архипелага Мадейра. През 1426 г. са открити първите острови от Азорския архипелаг, вероятно от Гонсало Вельо Кабрал (Gonçalo Velho Cabral), които също са колонизирани от португалците.

### Управление на Дуарте
След смъртта на Жуау I през 1433 г., новият крал Дуарте (Duarte) I и по-голям брат на Енрике му предоставя една пета от търговските приходи от всички новооткрити земи, както и правото да изпраща експедиции отвъд все още непреодоления нос нос Бохадор, наричан по онова време още „Нос на страха“. След 15 неуспешни експедиции в периода 1424 – 1433 г., най-накрая през 1434 г. Жил Еаниш успява да заобиколи носа, с което постига не само навигационен успех, но и нещо много по-важно – слага край на съществуващите сред европейците митове, според които отвъд нос Бохадор е невъзможно да се плава.
(„По-нататък започвало зеленото море на мрака и тежко и горко на този кораб, който би се осмелил да навлезе в тия области на смъртта. От слънчевия пек морето вряло и кипяло в тези тропически места. В миг дъските и платната на кораба пламвали като факли и всеки християнин, който би се решил да стъпи на земята на сатаната, която била пустинна като вулканична местност, веднага се превръщал в негър“ – Стефан Цвайг – „Магелан – човекът и неговото дело“)
През 1437 г. Енрике е един от основните организатори на опита за завладяване на Танжер, който обаче завършва злополучно, като по-малкия му брат Фернанду е пленен, умирайки 6 години по-късно без да дочака освобождаването си. Това вероятно е причината оттогава до края на живота си Енрике да се отдаде почти изцяло на мореплаването.

### Регентство
Тъй като управлението на Дуарте (Duarte) I трае само пет години, след неговата смърт Енрике подкрепя като регент на непълнолетния Афонсу V своя брат Педро (D. Pedro), получавайки в замяна потвърждение на монопола си върху морските експедиции на юг от Гибралтарския проток.
Експедициите получават мощен импулс след конструирането на новия плавателен съд – каравелата. Нуно Триштао (Nuno Tristão) и Антонио Гонсалвес (Antonio Gonçalves) достигат нос Бранко през 1441 г. и залива Arguin през 1443 г., където през 1448 г. построяват крепост. Между 1444 и 1446 г. от Лагос потеглят около 40 кораба. През 1444 г. Диниш Диаш (Dinis Dias) достига река Сенегал, заобикаля африканския полуостров Кабо Верде и достига Гвинея. С това португалците постигат първия си сериозен търговски успех – заобикаляйки пустинята Сахара те могат да се възползват директно от богатствата на централна Африка, сривайки дотогавашния монопол на арабските търговци, преминаващи по суша.
Междувременно възниква конфликт между регента Педро и краля по право Афонсу V. Той приключва през 1449 г. когато армията на Алфонсу, подкрепен от Енрике побеждава тази на Педро (който пада убит по време на сражението) в битката при Алфаробейра.

## Икономически последици
Положителните икономически резултати от морските открития стават очевидни през 1452 г., когато са сечени и първите португалски крусадо (cruzados) от придобито в Гвинея злато.
През 1455 и 1456 г. с две папски були – Romanus Pontifex на Николай V и Inter caetera на Каликст III на Португалия се признава монопол върху плаването, търговията и завладяването на земите на юг от носовете Бохадор и Наам, като втората определя като религиозна инстанция в тях възглавяваният от Енрике, Орден на Христос.
През 1457 г. Енрике се установява в резиденцията си Сагреш, където малко преди смъртта си през 1460 г. става съвременник и на откриването на архипелага Кабо Верде от Диого Гомеш (Diogo Gomes) и достигането на бреговете на днешната държава Сиера Леоне.

## Прозвището –Мореплавател
Всъщност никога приживе Енрике не е бил наричан „Мореплавателя“. Това прозвище му е дадено през 19 век от двама германски историци Хайнрих Шаефер и Густав де Феер, явно с идеята да бъдат подчертани заслугите му към мореплаването. По-късно то е популяризирано от двама английски писатели в техните биографии на Енрике – Хенри Мейджър през 1868 г. и Реймънд Бийзли (Raymond Beazley) в 1895 г.
Въпреки че от съвременна гледна точка морските постижения на Португалия, вдъхновявани и финансирани от Енрике могат да изглеждат незначителни, тяхното историческо значение е огромно. По това време е създадена стабилната база, която в следващите около сто години ще направи Португалия първата империя в човешката история разпростряла се по всички континенти. Но още по-важно експедициите на Енрике ще дадат началния тласък на периода, който впоследствие ще бъде наречен „епохата на Великите географски открития“. 